# Staketflamlav
Staketflamlav (Ramboldia insidiosa) är en lavart som först beskrevs av Theodor 'Thore' Magnus Fries, och fick sitt nu gällande namn av Hafellner. Staketflamlav ingår i släktet Ramboldia och familjen Lecanoraceae.  Arten är reproducerande i Sverige. Inga underarter finns listade i Catalogue of Life.